# Богатырская волость
Богаты́рская во́лость — административная единица в составе Ялтинского уезда Таврической губернии, образованная 15 апреля 1838 года, именным указом российского императора Николая I от 23 марта(по старому стилю) 1838 года, при создании уезда, в основном из деревень Озенбашской волости. Располагалась в горах юго-западного Крыма, у северо-западного подножия Ай-Петри. Занимала верховья долин Бельбека и Качи с притоками: Стилей, Коккозкой и Суатканом. Самая густонаселённая волость губернии — в 1864 году плотность населения составила 30,5 чел. на кв.версту. По национальному составу, за исключением греков-арнаутов в Лаках и Ашага (Нижнем) Керменчике, долго оставалась чисто крымскотатарской, лишь перепись 1897 года зафиксировала по несколько немусульман в крупнейших сёлах.

## Состав Богатырской волости
| Население деревень Богатырской волости | Население деревень Богатырской волости | Население деревень Богатырской волости | Население деревень Богатырской волости | Население деревень Богатырской волости |
| Деревня                                | 1842 год дворов                        | 1864 год домов/жителей                 | 1889 год домов/жителей                 | 1897 год жителей                       |
| -------------------------------------- | -------------------------------------- | -------------------------------------- | -------------------------------------- | -------------------------------------- |
| Авджикой                               | 20                                     | 34/82                                  | 48/233                                 | —                                      |
| Аиргуль                                | 74                                     | 70/455                                 | 115/578                                | 559                                    |
| Ашага-Керменчик                        | 20                                     | —                                      | 18/91                                  | 142                                    |
| Биюк-Озенбаш                           | 942                                    | 443/1552                               | 406/1781                               | 2 082 (2 077)                          |
| Богатырь                               | 80                                     | 62/438                                 | 118/606                                | 710                                    |
| Гавро                                  | 37                                     | 40/240                                 | 83/383                                 | 525 (516)                              |
| Карло                                  | 54                                     | 47 /289                                | 59/297                                 | —                                      |
| Кучук-Озенбаш                          | 458                                    | 152/401                                | 185/906                                | 1 016 (1007)                           |
| Коккоз                                 | 168                                    | 268/869                                | 263/1449                               | 1 687 (1649)                           |
| Коклуз                                 | 97                                     | 92/401                                 | 128/625                                | 660 (652)                              |
| Коуш                                   | 127                                    | 147/657                                | 217/921                                | 1 094 (985)                            |
| Керменчик                              | 98                                     | 117/764 ()                             | 195/956                                | 1145 (1 003)                           |
| Лаки                                   | 36                                     | 45/169                                 | 58/280                                 | —                                      |
| Маркур                                 | 104                                    | 50/354                                 | 119/601                                | 689                                    |
| Махульдур                              | 78                                     | 35/309                                 | 95/466                                 | 531 (528)                              |
| Стиля                                  | 127                                    | 109/507                                | 135/613                                | 751(744)                               |
| Татар-Осман-Кой                        | 33                                     | 30/118                                 | 82/393                                 | —                                      |
| Улу-Сала                               | 40                                     | 54/216                                 | 94/433                                 | 509 (480)                              |
| Фоти-Сала                              | 65                                     | 169/529                                | 183 /836                               | 605 (559)                              |
| Янджо                                  | 78                                     | 78/397                                 | 91/473                                 | 559                                    |
| Янисала                                | 78                                     | 48/392                                 | 90 /437                                | 540 (505)                              |

### Волость на 1892 год
Согласно «…Памятной книжке Таврической губернии на 1892 год», в Богатырскую волость входило 19 деревень с населением 12638 человек.

### Волость на 1900 год
Согласно «…Памятной книжке Таврической губернии на 1900 год», в Богатырскую волость так жк входило 19 деревень с населением 16572 человека.

### Волость на 1915 год
По Статистическому справочнику Таврической губернии. Ч.II-я. Статистический очерк, выпуск восьмой Ялтинский уезд, 1915 год, в Богатырской волости Ялтинского уезда числилось 53 различных поселения, из них 21 село, в которых проживало 25610 человек приписных жителей и 690 — «посторонних». Из них в Алуште числилось 6072 жителя и 5 селений остались в статусе деревень.

| - Авджикой - Аиргуль - Биюк-Узенбаш - Богатырь - Гавро - Карло - Керменчик Ашага | - Керменчик Юхары - Коккоз - Коклуз - Коуш - Кучук-Узенбаш - Маркур - Махульдур | - Отарчик - Стиля - Татар-Осман-Кой - Улусала - Фоти-Сала - Янджо - Янисала |

Волость существовала до упразднения системы при Советской власти, по постановлению Крымревкома от 8 января 1921 года.

## Интересные факты
- Богатырское волостное правление располагалось в здании у дороги Бахчисарай — Ялта (на месте нынешнего села Аромат), а юридически относилось к деревне Гавро, находящейся в 2,5 км выше по долине[13].
- По данным, опубликованным в 11 томе Военно-статистического обозрения России 1849 года, в волости было 48 магазинов общего назначения и ни одного питейного заведения[6].